# Steve Crocker

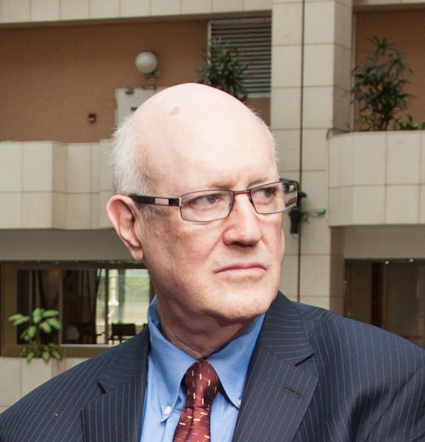
Steve Crocker (2012)

Stephen David Crocker (* 15. Oktober 1944 in Pasadena (Kalifornien)) ist ein US-amerikanischer Informatiker und Internetpionier.

## Biografie
Crocker studierte an der University of California, Los Angeles, wo er 1968 den Bachelor-Grad in Mathematik erwarb und 1977 in Informatik promovierte. Ende der 1960er Jahre arbeitete er – unter anderem mit Vinton Cerf und Jon Postel – in dem Forscherteam, das die Netzwerkprotokolle für das Arpanet entwickelte, den Vorläufer des Internets. Crocker schrieb den ersten RFC – worin in der Folge die Internetstandards definiert wurden –, der am 7. April 1969 veröffentlicht wurde.
In den 1970ern arbeitete Crocker als Program Manager bei der Advanced Research Projects Agency (ARPA) und als Senior Researcher am Information Sciences Institute der University of Southern California (USC). Er gründete das Computer Science Laboratory der Aerospace Corporation, das er von 1981 bis 1986 leitete. Anschließend war er Vizepräsident von Trusted Information Systems, einer Computersicherheitsfirma. 1994 war er Mitgründer und technischer Leiter des Internetbezahldienstes CyberCash. 1998 gründete er den Internetdienstanbieter Executive DSL. 1999 war er Mitgründer und Geschäftsführer von Longitude Systems. 2002 wurde er Mitgründer und Geschäftsführer des Forschungsunternehmens Shinkuro.

## Verbandsarbeit
1969 wurde die Network Working Group (NWG) gegründet, deren Mitglied Crocker war und aus der später die Internet Engineering Task Force (IETF) hervorging.
Crocker war Direktor für Sicherheitsfragen im IETF, Mitglied des Internet Architecture Board, Vorsitzender des Security and Stability Advisory Committee im ICANN, Vorstandsmitglied der Internet Society und hatte zahlreiche weitere Ehrenämter inne, die mit der Entwicklung des Internets zusammenhingen.

## Auszeichnungen
- 2002: IEEE Internet Award
- 2012: Internet Hall of Fame